# Mariscal de la Reial Força Aèria
Mariscal de la Reial Força Aèria (MRAF) és el màxim rang a la RAF. En temps de pau només és lluït pels oficials de la RAF nomenats com Cap de l'Estat Major de la Defensa, i pels Caps de l'Estat Major de l'Aire retirats, els quals són promoguts immediatament abans del seu retir. Les promocions al rang van cessar a la dècada dels 90. Actualment, el màxim rang pels oficials al servei actiu de és Mariscal en Cap de l'Aire, si bé la promoció a Mariscal de la Reial Força Aèria és encara possible en temps de guerra, així com pels membres de la família reial britànica i per a alguns oficials veterans a discreció del Monarca.
El Mariscal de la Reial Força Aèria és un rang de 5 estrelles i té el codi de rang de l'OTAN de OF-10, equivalent a Almirall de la Flota a la Royal Navy o a Mariscal de Camp a l'Exèrcit britànic.

## Orígens
Abans de la creació dels rangs d'oficial de la RAF el 1919, es proposà que per analogia amb Mariscal de Camp, el màxim rang hauria de ser Mariscal de l'Aire (Air Marshall). Va ser posteriorment que es decidí que el rang de Mariscal de l'Aire seria equivalent al de Tinent General i que el màxim rang de la RAF s'anomenaria Marshal of the Air. Tanmateix, uns dies després de la seva promulgació, i a proposta del rei Jordi V, es modificà el nom a l'actual Mariscal de la Reial Força Aèria.

## Insígnia
La insígnia de rang consisteix en 4 barres blau cel (amb una franja negra als costats), al damunt d'una franja blau cel amb els costats negres més gruixuda. Es llueix a les bocamànigues o a les espatlles de l'uniforme de vol.
L'estendard d'un Mariscal de la Reial Força Aèria és una banda horitzontal gruixuda en vermell al centre amb 1 banda més prima en vermell als costats, sobre un fons blau gris i una banda blau fosc a les puntes.
El distintiu per un vehicle mostra 5 estrelles blanques sobre un fons blau.

Insígnia de bocamàniga o d'espatlla de Mariscal de la RAF
Estendard de comandament de Mariscal de la RAF
Distintiu de vehicle de Mariscal de la RAF